# 蘇哈里夫卡

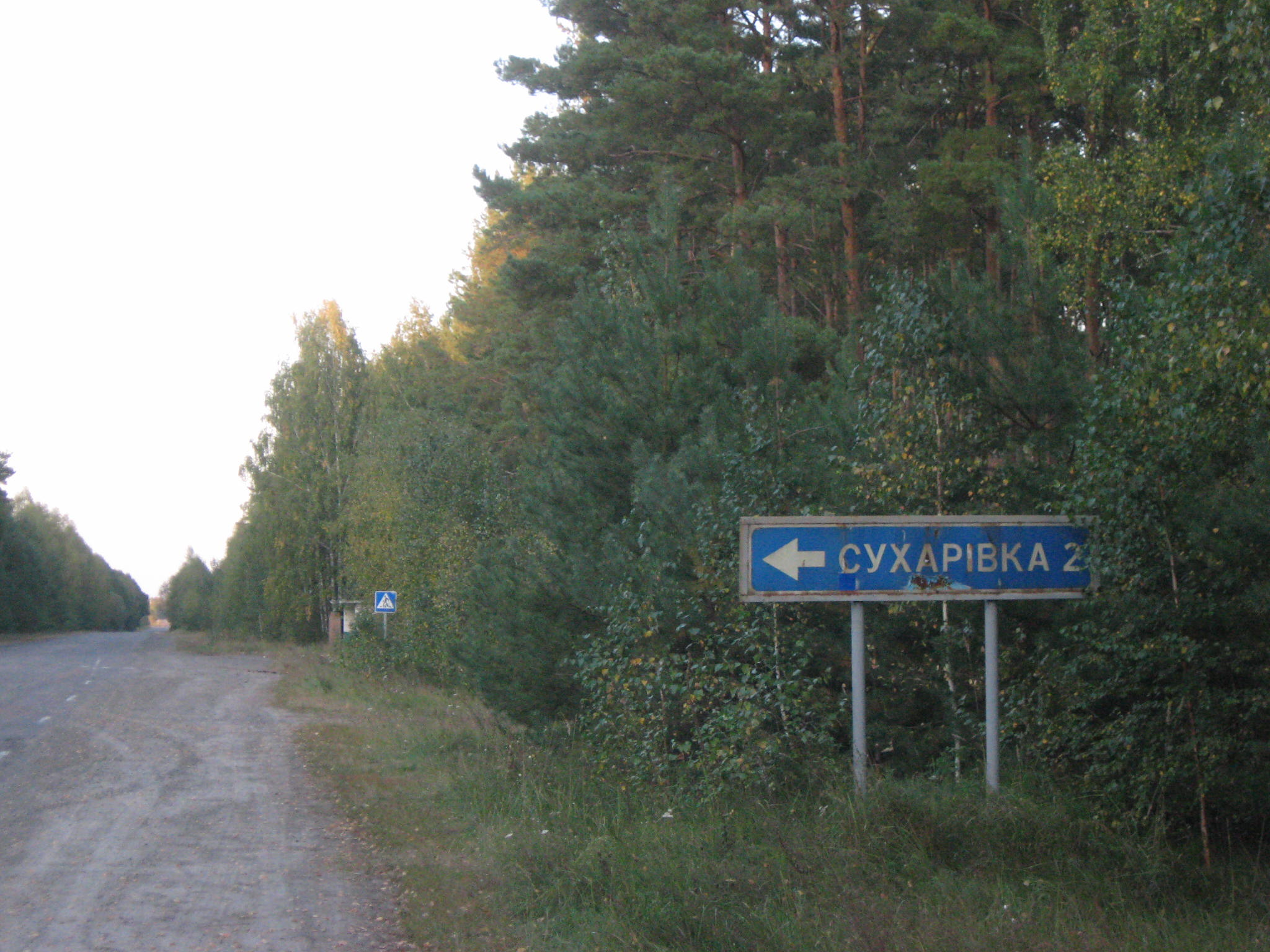

蘇哈里夫卡（烏克蘭語：Сухарівка），是烏克蘭北部的村莊，隸屬日托米爾州的科羅斯滕區。該村始建於1613年，面積0.85平方公里，海拔高度159米，2001年人口196，人口密度每平方公里230.59人。
51°1′17″N 29°15′21″E / 51.02139°N 29.25583°E